# Accident ferroviaire d'Alexandrie
L'accident ferroviaire d'Alexandrie est un accident ferroviaire survenu le 11 août 2017 près de la gare de Khorshid, dans la banlieue est d'Alexandrie, en Égypte.

## Accident
Deux trains (l'un en provenance de Port-Saïd et l'autre du Caire) sont entrés en collision l'un à l'arrière de l'autre à 14 h 15, heure locale, tuant au moins 41 personnes et en blessant 179 autres.

## Réactions
Le 11 août, le Président Abdel Fattah al-Sissi a exprimé ses condoléances aux victimes et a ordonné aux organes gouvernementaux de former une équipe spéciale d'enquête pour identifier la cause de l'accident et demander des comptes aux responsables.